# 海岸平野
海岸平野（かいがんへいや）は、海岸付近に見られる砂浜海岸より比較的大きな地形である。

## 概説
狭義でいう海岸平野は、主に海の営力によって形成された遠浅の海底の堆積面が、隆起または海退によって上昇し、海岸線に平行して形成された平野である。広義では、海に面しない内陸部にある平地（盆地）に対して海に接する平野全般を海岸平野という場合もある。ただ、この場合は、海の営力によらず、河川の営力によって形成されたものも多く含まれる。

## 日本の海岸平野の例
新潟平野（越後平野）、九十九里浜（千葉県）、宮崎平野など。　